# Copla andalusa
|  | No s'ha de confondre amb cobla. |

La copla andalusa, o simplement, copla és un tipus de cançó lleugera que va tenir gran èxit a l'estat espanyol a partir dels anys 1940 i fins als anys 1960. Quintero, León i Quiroga són els tres creadors més importants d'aquest gènere, entre d'altres. Es va mantenir com a gènere més popular a Espanya fins que a la dècada dels 60 es va veure desplaçat per la música anglosaxona com el pop. El suport del règim franquista a la copla com a símbol de la identitat nacional va potenciar-ne la decadència. Malgrat el rebuig popular que l'identificava amb la dictadura, artistes com Joan Manuel Serrat reivindicaren el gènere posteriorment, tot ajudant en part a la seva revitalització.

## Característiques
Els llibrets d'aquest gènere aprofundeixen en les passions humanes, generalment amb caràcter narratiu. Les lletres de la copla clàssica narren en general històries de sentiments desbordats, a les quals els personatges es veuen superats per unes passions que no poden ni volen controlar. L'estructura de les estrofes tendeix al ritme ABCB.
Vocalment, requereix intèrprets amb gran control de la projecció de l'aire per aconseguir una veu potent amb domini del vibrato. Generalment es fa ús de l'accent andalús, tot i que no sempre és així, i n'han sortit grans intèrprets d'arreu d'Espanya. La textura tendeix a ser aflamencada, tot i que importants intèrprets, com Concha Piquer, s'han format en la tradició lírica atorgant a la copla un caràcter acadèmic.
L'acompanyament musical de la copla clàssica és orquestral, en la tradició de la música culta espanyola com la sarsuela. Actualment, la nova copla es caracteritza per la fusió, generalment amb sons provinents de la tradició anglosaxona, com el jazz.

## Intèrprets destacats
Una de les primeres cantants de copla va ser Raquel Meller. En aquesta època cantava cuplet, que després va derivar en cançó andalusa i cançó espanyola, que van conformar la copla d'avui dia. Imperio Argentina, Manolo Corrales, Estrellita Castro, Concha Piquer, Miguel de Molina, Carlos Cano, Lola Flores, Marifé de Triana, Rocío Jurado, Juanita Reina, Manolo Escobar, Juanito Valderrama, Sara Montiel o Antonio Molina són alguns dels millors intèrprets de copla.
En les últimes dècades han cantat copla andalusa noms com Bambino, María Jiménez, Isabel Pantoja, Martirio i el cantaor Miguel Poveda, entre d'altres. En l'època de la transició democràtica espanyola, i fins a finals de segle, Carlos Cano va ser la figura fonamental en el ressorgiment de la copla andalusa. En els últims anys han aparegut artistes de renom com ara Pasión Vega, Clara Montes, Pastora Soler, Aurora Guirado, Diana Navarro, Concha Buika, La Shica, entre d'altres, els qui van revisant amb versions les creacions clàssiques dels grans compositors de la copla i alhora actualitzant aquest gènere als nous temps del segle XXI.
Igualment, espais televisius de gran èxit han recuperat el gènere. La copla ha arribat a la Telerealitat mercès a concursos com ara Operación Triunfo i, especialment, Se llama copla.

## Coples famoses
- Maria de la O (León i Valverde) per Estrellita Castro - 1933 (d'altres versions: Lola Flores, Isabel Pantoja, Marifé de Triana)
- Francisco Alegre (Quintero, León i Quiroga) per Juana Reina - 1948 (d'altres versions: Isabel Pantoja, Charo Reina)
- Capote de Grana y Oro (Quintero, León i Quiroga) per Juana Reina - 1952 (d'altres versions: Isabel Pantoja, Pastora Soler)
- Torre de Arena (Gordillo, Llabrés i Sramiento) per Marifé de Triana - 1956 (d'altres versions: Pastora Soler, Miriam Dominguez)
- Pena penita Pena (Quintero, León i Quiroga) per Luisa Ortega - 1950 (d'altres versions: Lola Flores, Antonio Cortés)
- La Zarzamora (Quintero, León i Quiroga) per Lola Flores - 1946 (d'altres versions: Rocío Jurado, Isabel Pantoja)
- El Emigrante (Salazar, Quezada i Valderrama) per Juanito Valderrama - 1956 (d'altres versions: Antonio Cortés, Alejandra Rodriguez)
- Soy Minero (Perelló i Montorio) per Antonio Molina - 1955 (d'altres versions: Hakim, David Bisbal)
- La Niña de Fuego (Quintero León i Quiroga) per Manolo Caracol - 1944 (d'altres versions: Joana Jimenez, Antonio Cortés)
- Tatuaje (Valerio, Quiroga i León) per Concha Piquer - 1941 (d'altres versions: Gloria Romero, María Lozano, Verónica Rojas)
- Ojos Verdes (Valverde, León i Quiroga) per Concha Piquer - 1937 (d'altres versions: Jonás Cámpos, Miguel de Molina, Rocío Jurado, Plácido Domingo)
- Habaneras de Cádiz (Burgos i Cano) per Carlos Cano - 1986 (d'altres versions: Juan Carlos Mata)
- Amante de abril y mayo (Quintero, León i Quiroga) per Concha Piquer - 1957 (d'altres versions: Rocío Jurado)
- Cuchillito de Agonia (Ochaito, Valerio i Solano) per Marifé de Triana - 1964 (d'altres versions: Eríka Leiva, Miriam Dominguez)
- El día que nací yo (Quintero, Guillén i Mostazo) per Imperio Argentina - 1936 (d'altres versions: Gloria Romero, Plácido Domingo)
- Poema de mi Soledad (León i Solano) per Gracia Montes - 1961 (d'altres versions: Rosa Marín)
- Mi Salamnca (Sálazar, Gómez i Pitto) per Rafael Farina - 1962 (d'altres versions: Alejandra Rodriguez, Àlvaro Vizcaino)
- Romance de la Reina Mercedes (Quintero León i Quiroga) per Concha Piquer - 1948 (d'altres versions: Paquita Rico, Mercedes Ríos)
- Aquella Carmen (León i Solano) per Isabel Pantoja - 1981 (d'altres versions: Mila Balsera, Rocío Guerra)
- Mi Amigo (León i Solano) per Concha Márquez Piquer - 1970 (d'altres versions: Rocío Dúrcal, Miriam Dominguez)
- Cuna Cañi (Bolaños, Durán i O. De Villajos) per Pastora Imperio - 1928 (d'altres versions: Lola Flores, Isabel Pantoja)
- Carmen de España (Quintero León i Quiroga) per Juana Reina - 1952 (d'altres versions: Rocío Jurado, Carmen Sevilla)
- La Lirio (León, Ochaita i Quiroga) per Estrellita Castro - 1941 (d'altres versions: María Vidal, Rocío Jurado)
- Suspiro de España (Quintero León i Quiroga) per Estrellita Castro - 1936 (d'altres versions: Dyango, Rocío Jurado)
- El Clavel (León, Segura i Solano) per Rocío Jurado - 1970 (d'altres versions: Isabel Pantoja, Sandra Arco)
- Pastora Imperio (León i Solano) per Rocío Jurado - 1988 (d'altres versions: Sandra Arco, Eríka Leiva)
- Una Cantaora (Quintero León i Quiroga) per Juana Reina - 1947 (d'altres versions: Marifé de Triana, Laura Gallego)
- La copla en mi voz (De Juan i Marvizón) per Patricia Vela - 1993 (d'altres versions: Jonas Campos)
- Lo saben (León i Solano) para María Vidal - 1982
- Tengo Miedo (León i Solano) per El Príncipe Gitano - 1964 (d'altres versions: Lola Flores, Rocío Jurado, Marifé de Triana)